# Urbain Ngassongo
Urbain Ngassongo (* 15. Oktober 1961 in Kinshasa) ist ein kongolesischer Geistlicher und römisch-katholischer Bischof von Gamboma.

## Leben
Urbain Ngassongo studierte von 1984 bis 1991 in Brazzaville Ingenieurwissenschaften und trat nach dem Abschluss des Studiums in das Priesterseminar. Er studierte in Rom, wo er im Päpstlichen Französischen Priesterseminar lebte und an der Päpstlichen Universität Gregoriana in spiritueller Theologie promoviert wurde. Am 20. Juli 1996 empfing er in Brazzaville das Sakrament der Priesterweihe für das Bistum Owando.
Nach der Priesterweihe war er zunächst Lehrer und Spiritual am Priesterseminar in Brazzaville. 1997 wurde er wegen des Bürgerkriegs in seinem Heimatland nach Italien gesandt, wo er im Erzbistum Potenza in der Seelsorge tätig war. Von 1998 bis 2000 war er erneut Spiritual am Priesterseminar in Brazzaville. Gleichzeitig war er als Seelsorger in der Pfarrei Santa Maria de Ouenzé in Owando tätig. Im Jahr 2000 ging er erneut nach Italien und war bis 2006 Kaplan in der Pfarrei Ss. Gioacchino ed Anna in Potenza. Anschließend war er bis 2012 Pfarradministrator in Balvano im Erzbistum Potenza. Ab 2012 war er Sekretär der kongolesischen Bischofskonferenz.
Papst Benedikt XVI. ernannte ihn am 22. Februar 2013 zum ersten Bischof des mit gleichem Datum errichteten Bistums Gamboma. Der Erzbischof von Brazzaville, Anatole Milandou, spendete ihm am 21. April desselben Jahres die Bischofsweihe; Mitkonsekratoren waren Erzbischof Jan Romeo Pawłowski, Apostolischer Nuntius in Gabun und in der Republik Kongo, sowie Victor Abagna Mossa, Bischof von Owando.